# Jussi Nuorela
Jussi Johan Nuorela (født 11. august 1974 i Valkeakoski, Finland) er en finsk tidligere fodboldspiller (forsvarer).
Gennem sin 18 år lange karriere spillede Nuorela for en lang række klubber i hjem- og udland, heriblandt FC Haka, hollandske FC Zwolle og tyske Fortuna Düsseldorf. Han tilbragte desuden et halvt år hos Silkeborg IF i Danmark. Han repræsenterede Finlands landshold 20 gange og scorede et enkelt mål i en venskabskamp mod Oman i 2001.

## Titler
Veikkausliiga
- 1995 med FC Haka
- 2008 med Inter Turku